# Пулсабсакул, Читчанок
Читчанок Пулсабсакул (тайск. ชิดชนก พูลทรัพย์สกุล; род. 4 ноября 1993) — тайская тяжелоатлетка, выступающая в весовой категории свыше 87 килограммов. Двукратный бронзовый призёр чемпионата мира, двукратный серебряный призёр Универсиады.

## Биография
Читчанок Пулсабсакул родилась 4 ноября 1993 года.

## Карьера
На молодёжном чемпионате мира 2009 года Читчанок Пулсабсакул заняла шестое место в весовой категории свыше 69 килограммов с результатом 203 кг.
Читчанок Пулсабсакул завоевала серебряную медаль на первых юношеских Олимпийских играх в Сингапуре в весовой категории свыше 63 килограммов, подняв 251 кг в сумме (115 + 136). На Азиатских играх 2010 года она стала пятой в весовой категории свыше 75 килограммов, подняв 255 кг.
Из-за применения запрещённого препарата метандиенона тайская тяжелоатлетка была дисквалифицирована на 2 года с 6 июля 2011 по 6 июля 2013.
На летней Универсиаде в Казани она завоевала серебро в весовой категории свыше 75 кг, подняв в сумме двух упражнений 278 кг. На чемпионате мира она стала бронзовым призёром с результатом 291 кг.
На Азиатских играх 2014 года она улучшила свой результат ещё на один килограмм, и это позволило ей стать бронзовый призёром. Она также стала третьей на чемпионате мира с результатом 294 кг (132 + 162). На университетском чемпионате мира она завоевала золото с результатом 291 кг.
В 2015 году она стала третьей на чемпионате Азии и четвёртой на чемпионате мира, подняв на этих турнирах 295 и 296 кг, соответственно.
На чемпионате Азии 2016 года завоевала серебро с результатом 287 кг (132 + 155). В следующем году она участвовала в новой весовой категории свыше 90 кг и завоевала бронзу с результатом 268 кг. На Универсиаде в Тайбэе она подняла 270 кг и стала серебряным призёром. На чемпионате мира в Анахайме не сумела завершить соревнования.
На Азиатских играх 2018 года в весовой категории свыше 75 кг стала пятой с результатом 268 кг. Выступала на чемпионате мира в Ашхабаде в новой весовой категории свыше 87 килограммов, но была дисквалифицирована.